# Chlosyne vallismortis
Chlosyne vallismortis är en fjärilsart som beskrevs av Johnson 1938. Chlosyne vallismortis ingår i släktet Chlosyne och familjen praktfjärilar. Inga underarter finns listade i Catalogue of Life.